# Bananeira

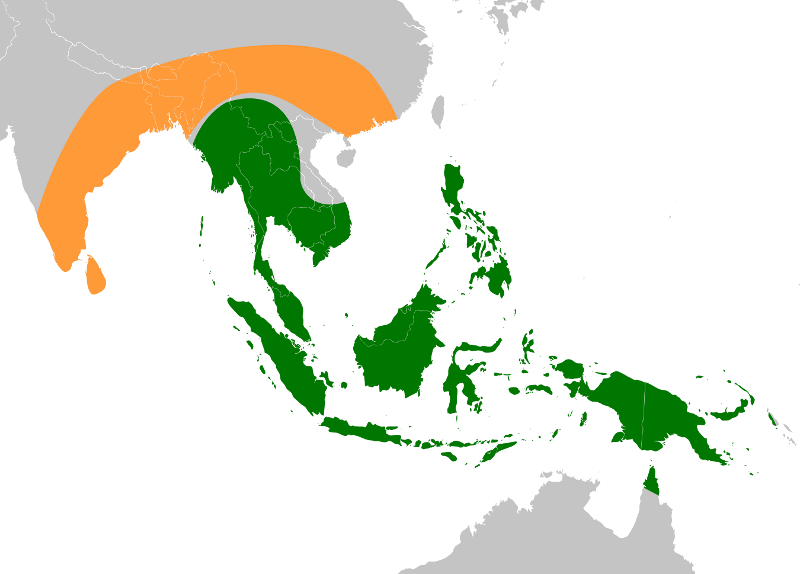
Regiões de origem das duas principais espécies de bananeira, Musa acuminata, em verde, e M. balbisiana, em laranja.

As bananeiras, figueiras-de-adão, pacobeiras ou pacoveiras são plantas do gênero Musa, um dos três que compõem a família Musaceae, que inclui as  plantas herbáceas vivazes, incluindo as bananeiras  cultivadas para a produção de fibras (abacás) e para a produção de bananas. Existem cerca de 50 espécies de Musa, utilizadas pelo ser humano para diversas finalidades, originárias do sudeste da Ásia. Muitas variedades de bananas selvagens existem ainda no sudeste da Ásia. Caracterizam-se por um caule suculento e subterrâneo (rizoma), cujo "falso" tronco (um pseudocaule) é formado pelas bainhas superpostas das suas folhas. Estas são grandes, de coloração verde-clara, brilhantes e de forma, em geral, oblonga ou elíptica. As flores dispõem-se numa espiga terminal, em torno do chamado "coração" ou "umbigo" da bananeira, com glomérulos androgínicos, apesar de, na prática, os glomérulos superiores funcionarem apenas como masculinos e os inferiores como femininos. Apresenta ainda brácteas em forma de espata. O "fruto", conhecido como banana, é, na verdade, uma pseudobaga. As espécies do género Ensete, incluindo a bananeira-da-abissínia (Ensete ventricosum), são, vulgarmente,consideradas como "falsas bananeiras".

## Taxonomia e nomenclatura
O género Musa era, tradicionalmente, classificado em cinco secções (Ingentimusa, Australimusa, Callimusa, Musa e Rhodochlamys) mas estas outras classificações referem apenas quatro secções: Australimusa, Callimusa, Rhodochlamys e Eumusa. Anteriormente, as espécies com 2n = 20 cromossomas  estavam separadas nas secções Australimusa e Callimusa, enquanto que as espécies com 2n = 22 cromossomas estavam distribuídas pelas secções Musa e Rhodochlamys. Recentemente, pesquisas de Carol Wong e colegas de Singapura revelaram que as diferenças genéticas entre cada secção do mesmo grupo cromossómico são menores que as identificadas dentro de cada secção.

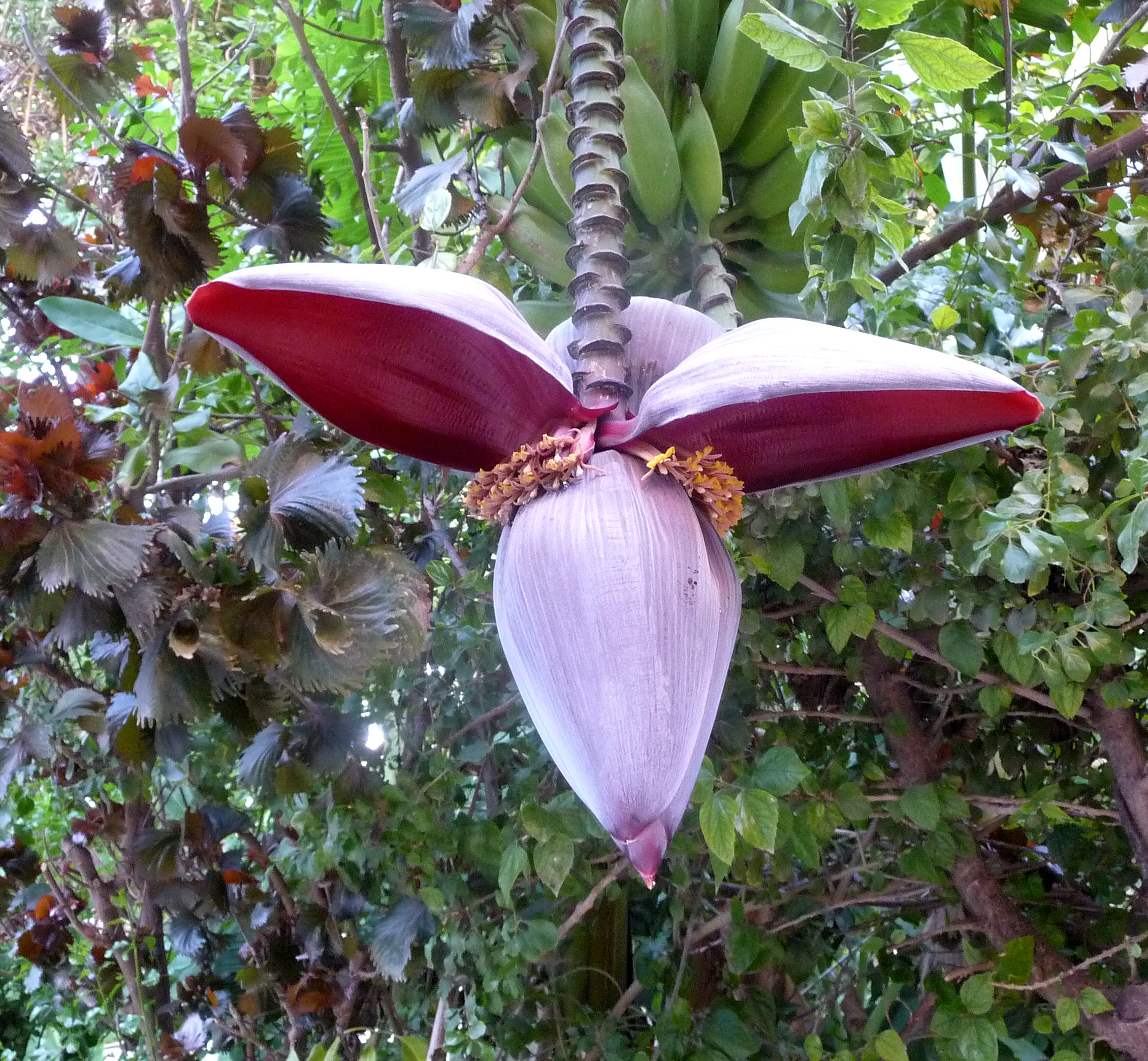
Flor da bananeira, usada na culinária e medicina popular

Isto significa que a separação tradicional das secções não é reflexo da realidade biológica. Os estudos de Wong defendem, contudo, que se deva manter a sepração entre as espécies de 20 e 22 cromossomas, mantendo a secção de 14 cromossomas como grupo distinto
A seção Australimusa, onde estão as plantas com 10 cromossomos (n=10), apresentam cachos e "umbigos" (inflorescência masculina) eretos; compreende 5 espécies, sendo as mais conhecidas, a Musa textilis e a Musa fehi; as plantas desta seção são utilizadas para a extração de suas fibras, consumo dos frutos e na forma de vegetal. A seção Callimusa, engloba plantas com 10 cromossomos (n=10), compreende 5 a 6 espécies de pequeno tamanho e de interesse botânico, sendo a mais conhecida a Musa coccinea.
Na seção Rhodochlamys, estão as plantas com número básico de 11 cromossomos (n=11), apresentando inflorescência ereta e poucas flores em cada bráctea; a espécie mais conhecida é a Musa ornata que apresenta brácteas rosa-violeta e tendo interesse como planta ornamental.
Fazendo parte da seção Eumusa, estão as bananeiras com 11 cromossomos (n=11), apresentando cachos e "umbigos" (inflorescência masculina) horizontais ou cadentes, seiva leitosa ou aguada; nesta seção, localizam-se as bananas comestíveis, de grande valor comercial, incluindo a Musa acuminata e a Musa balbisiana.
Uma compilação dos nomes das espécies, subespécies, híbridos, variedades, assim como de nomes vulgares utilizados em várias línguas, é mantida na Universidade de Melbourne, Australia,  demonstrando que os nomes vulgares são apenas locais e não correspondem a espécies, nem a cultivares reconhecidos.

## Bananas comestíveis
São vários os grupos distintos de bananas comestíveis que se desenvolveram a partir de espécies do género Musa. Até a actualidade, as variedades mais cultivadas e usadas comercialmente derivam das espécies Musa acuminata (principalmente) e Musa balbisiana - seja em variedades puras ou em diversas combinações híbridas. O grupo seguinte, mais utilizado, deriva dos membros da secção  Callimusa (antes classificada como Australimusa) e a sua importância económica restringe-se praticamente à Polinésia. De importância ainda mais reduzida, existem alguns grupos híbridos cultivados na Papua-Nova Guiné; um grupo derivado, entre outras espécies, de Musa schizocarpa e um grupo híbrido de Musa x secção Callimusa.
Desde a época de Linnaeus até a década de 1940, tipos diferentes de bananas comestíveis e de bananas-da-terra receberam a sua designação segundo a nomenclatura binomial, como Musa cavendishii, como se fossem espécies distintas. De facto, as bananas comestíveis têm uma origem extremamente complicada, que envolve a hibridação, mutação e, finalmente, a selecção pelo Homem. Assim, como estas variedades híbridas complexas receberam nomes científicos, a confusão está instalada em tudo o que diz respeito à botânica das bananas. Na década de 1940 e de 1950 tornou-se claro que as bananas cultivadas e as bananas-da-terra não deveriam receber nomes científicos de acordo com a convenção da nomenclatura binomial, sendo mais prudente utilizar nomes de cultivares. Assim, um sistema alternativo, baseado no genoma, foi criado para a secção das bananas Musa.  

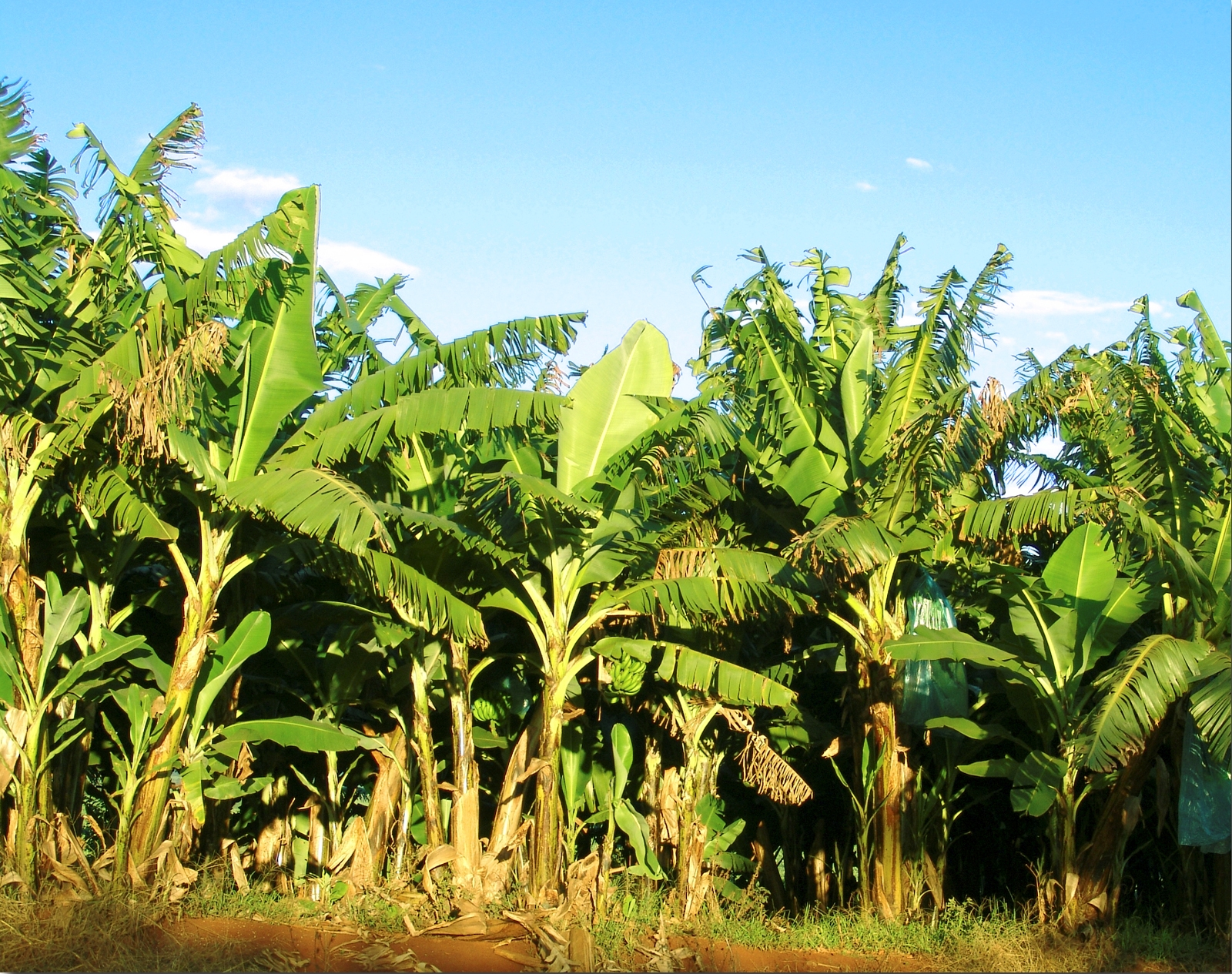
Bananal

Como já foi referido acima, o principal grupo de bananas comestíveis derivam de Musa acuminata e Musa balbisiana. Como exemplo da aplicação do sistema de nomenclatura baseada no genoma, a planta antes designada como Musa cavendishii tornou-se Musa (grupo AAA) 'Cavendish anã'. O "novo" nome mostra, de forma clara, que a 'Cavendish anã' é triplóide, com três grupos de cromossomas, todos derivados de Musa acuminata, agora designada pelo "A".  Quando nos referimos a Musa balbisiana utilizamos a letra "B" para o mesmo efeito. Assim, a cultivar 'Rajapuri' passa a ser designada como Musa (grupo AAB) 'Rajapuri'. 'Rajapuri' é, portanto, triplóide, com dois grupos de cromossomas de Musa acuminata e um de Musa balbisiana. Nas bananas comestíveis, podemos encontrar combinações de genoma como AA, BB, ABB, BBB e mesmo AAAB.
Não foi criado um sistema de nomenclatura semelhante para o grupo seguinte de bananas comestíveis derivadas da secção Callimusa. Contudo, este grupo é conhecido geralmente como bananas "Fe'i" ou "Fehi", existindo numerosas cultivares deste grupo na região do pacífico Sul. São plantas com características muito distintas com frutos em cachos ascendentes - como se pode ver em três pinturas de Paul Gauguin. A polpa deve ser cozinhada antes de ser consumida, tem uma cor alaranjada brilhante - quando consumida, modifica a cor da urina de quem a ingere. As bananas Fe'i já não têm actualmente grande importância na alimentação humana, ainda que algumas tenham o seu papel em determinados rituais. É provável que as bananas Fe'i bananas derivem principalmente de Musa maclayi ainda que as suas origens não estejam tão bem esclarecidas como as da secção Musa. As cultivares podem ser designadas, formalmente, por exemplo, como Musa (grupo Fe'i) 'Utafun'.

## Coração de bananeira
O coração de bananeira, também conhecido como mangará, flor ou umbigo, encontrado na parte interna dos cachos de banana, possui uma composição nutricional que o torna interessante para uma alimentação saudável, tendo boas quantidades de proteínas, carboidratos, fibras e minerais , além de ser um alimento pouco calórico devido ao seu alto teor de umidade. O mangará pode ser usado no preparo de alimentos tanto salgados quanto doces, seja na forma de bolos, refogados, ou outros , e até mesmo de xaropes para aliviar sintomas de infecções respiratórias . Sendo a bananeira uma planta tropical que cresce o ano todo em diversas regiões do Brasil, e sua inflorescência comumente descartada durante a colheita das bananas , seu uso pode ser de grande importância para populações que possuem fácil acesso a ele, ajudando a aumentar a oferta de alimento, principalmente nas populações rurais, e reduzindo o desperdício. “Da banana nada se perde, tudo se aproveita” .

## Cultivo

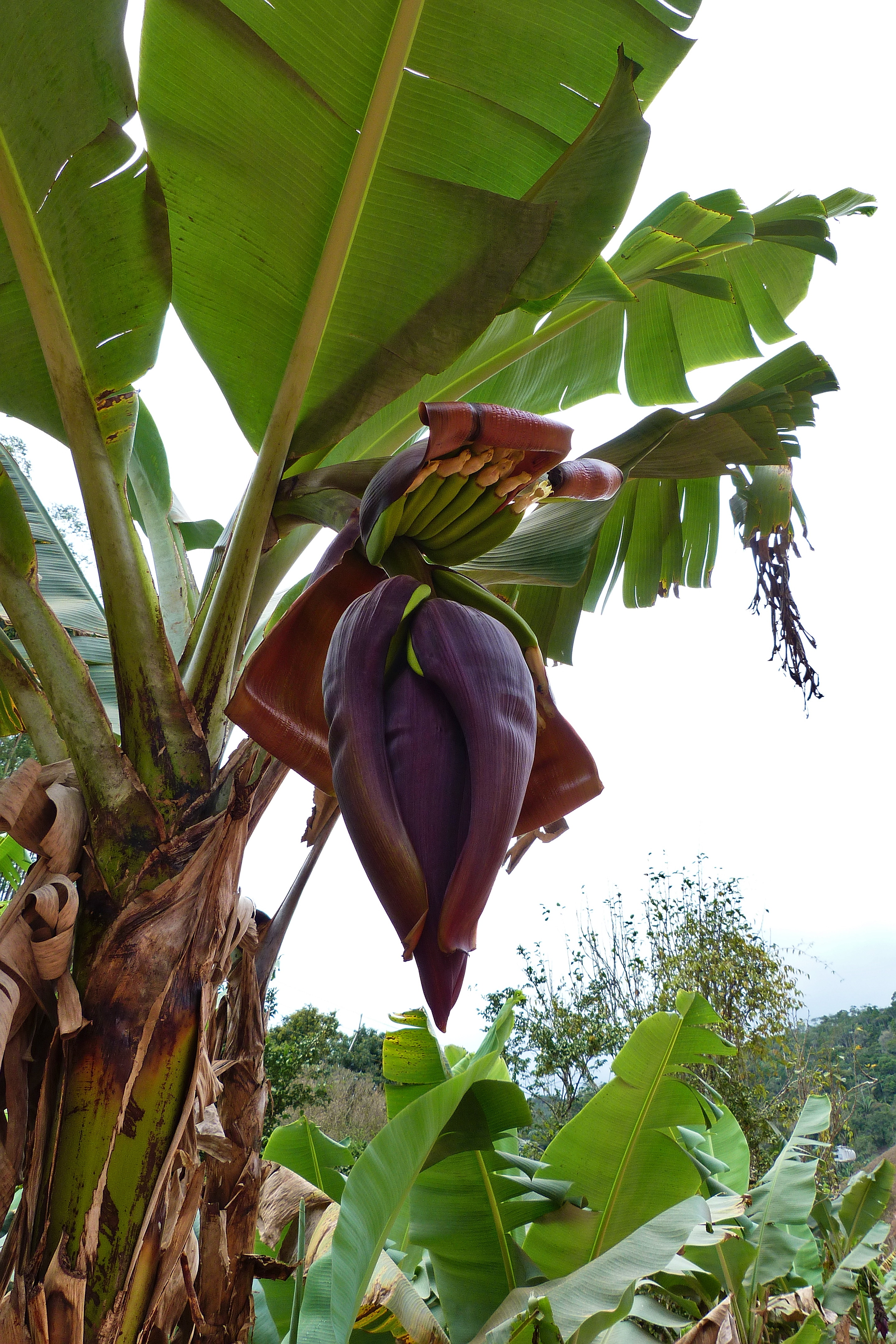
Coração de bananeira. Acima um cacho de bananas em crescimento.

Enquanto que as bananeiras originais produziam frutos com grandes sementes, as que são utilizadas após selecção para a produção alimentar humana são cultivares triplóides (logo, produzem frutos sem sementes formados por partenogénese). Estas, propagam-se assexuadamente a partir de brotos ou rebentos que nascem das socas da planta. As socas são obtidas a partir da remoção cuidadosa de uma parte do caule subterrâneo que contenha algum rebento e algumas raízes intactas, geralmente na base do pseudocaule. De seu pseudocaule/tronco é extraído palmito da bananeira. Um só rizoma pode dar origem a vários rebentos (vulgarmente designados como filhos ou filhotes). Para que frutifiquem em condições, contudo, é necessário que alguns sejam suprimidos - caso contrário competirão entre si pelos recursos da planta  (água e sais minerais). O escapo floral forma-se 5 a 8 meses após a formação dos brotos. Como a "bananeira" é cortada após a colheita do cacho, deve-se ter especial cuidado, nesta operação, para não danificar os brotos mais jovens.A banana é cultivada dentro de um balde de água. 
O tempo de vida médio de um bananal é de cerca de 25 anos. A manutenção das plantações por meios mecanizados é dificultada pelo facto de não ser possível manter as bananeiras dispostas de forma regular. Isto deve-se ao facto de os novos rebentos crescerem na periferia do cormo de forma algo aleatória em relação à posição original das socas (cormos simpodiais), dando a impressão que as bananeiras se vão movendo pela plantação ao longo do tempo.
Existem dois sistemas de produção, conforme se pretendam colheitas sazonais ou ao longo de todo o ano. O "sistema de pé de galinha" consiste em permitir o desenvolvimento em simultâneo dos vários rebentos, procedendo-se à colheita em simultâneo, seguindo-se uma época sem produção, dedicada apenas ao crescimento dos novos rebentos. O "sistema da mãe, filha, neta" consiste em proceder à manutenção dos rebentos, de modo a existir um pronto a frutificar e outros, que lhe sucederão, em diferentes fases de crescimento, de modo a existir produção de bananas ao longo de todo o ano.

## Doenças
Ainda que não esteja propriamente em perigo de extinção, é possível que a cultivar cavendish se torne inviável para cultivo a larga escala nos próximos 10 a 20 anos. A cultivar Banana Gros Michel, que a precedeu no monopólio do comércio mundial sofreu o mesmo destino. Apesar da sua popularidade nos mercados europeus e americanos, a Cavendish, tal como a maioria das bananas, não apresenta qualquer diversidade genética (já que se reproduz assexuadamente), o que a torna particularmente vulnerável a doenças que ameaçam, de igual forma, a agricultura de subsistência. As principais doenças são:

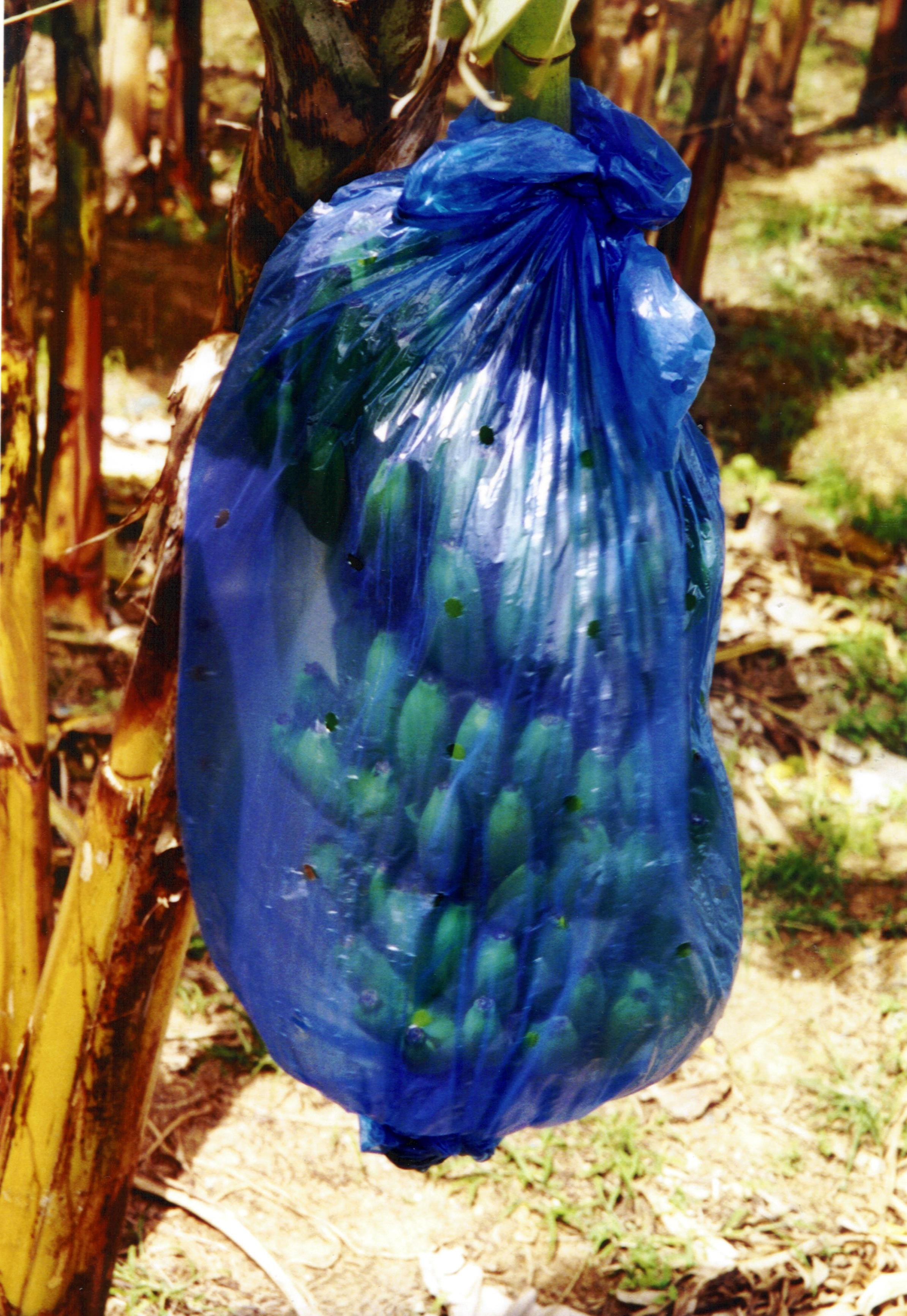
Os cachos de bananas são, por vezes, envoltos em sacos protectores de plástico, cuja acção preventiva pode ser complementada ou não com o uso de pesticidas

### Doenças fúngicas
As doenças provocadas por fungos estão entre as que mais danos causam na cultura da bananeira. Muitos entranham-se na planta, absorvidos juntamente com a água da seiva bruta, infectando o pseudocaule e as folhas. Os seus efeitos nefastos podem resultam em perdas de 100 por cento nas colheitas. A propagação destas doenças está, em muitos casos, relacionada com o comércio global de bananas. Os próprios trabalhadores ajudam à dispersão dos fungos nos utensílios usados na lavoura ou mesmo nas roupas. Os meios de controle, adaptados a cada caso, incluem a utilização de variedades cultivares resistentes, a eliminação de partes atacadas pelos fungos (folhas, flores etc.), de acordo com os sintomas apresentados pela planta, utilização de fungicidas (com moderação, já que a resistência dos patógenos tem aumentado), controlo de plantas daninhas e nematóides, protecção dos cachos com polietileno perfurado, entre outras medidas.
- Antracnose -  Colletotrichum musae
- Mal-do-panamá - ou fusariose.
- Sigatoka-amarela
- Sigatoka-negra
- Lesão-de-Johnston - ou pinta-de-pyricularia (Pyricularia grisea)
- Mancha-de-cladosporium
- Mancha-de-cordana
- Mancha-parda - (Cercospora hayi)
- Mancha-losango (mancha "diamond")
- Pinta-de-deightoniella - (Deightoniella torulosa)
- Ponta-de-charuto
- Podridão-da-coroa
- Finger rot (Botryodiplodia theobromae)

### Doenças bacterianas
As doenças, provocadas por bactérias devem, acima de tudo, ser combatidas através da prevenção, evitando que se propaguem, quer em utensílios (desinfectando-os convenientemente), quer através de insectos onde as bactérias se hospedam. As principais doenças deste género são:

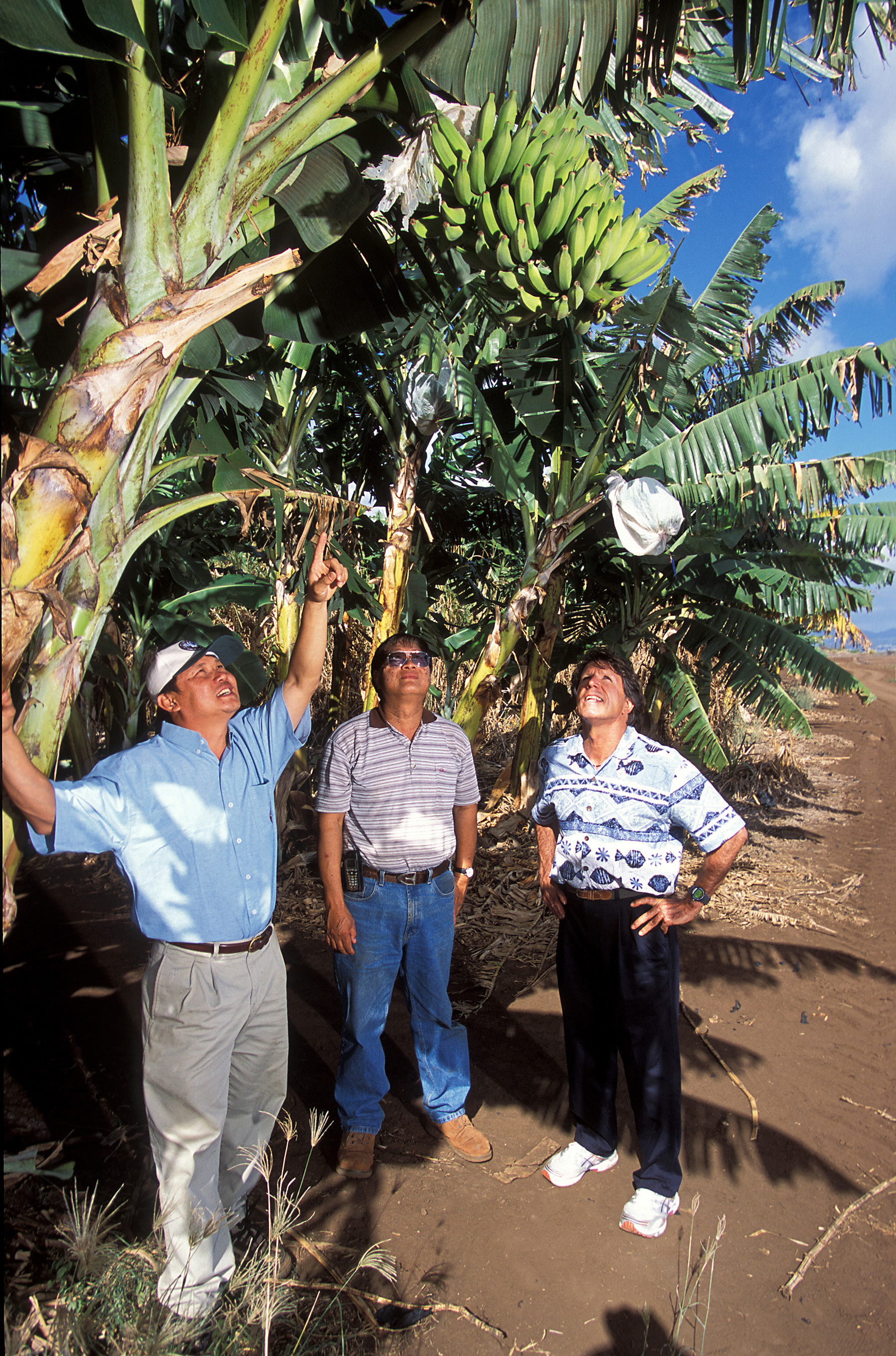
Inspecção de bananeiras para prevenir a propagação de moscas, que se contam entre os vectores de bactérias nocivos à cultura da bananeira

- Murcha-bacteriana (Moko)
- Podridão-mole

### Viroses
Os vírus, geralmente transmitidos por insectos hospedeiros, como os afídios, podem, por vezes, estarem relacionados com outras culturas de vegetais onde estes são infectados. As doenças virais mais representativas são:
- Estrias da bananeira
- Mosaico
- Bunchy top (Topo em leque)

### Nematóides
- Nematóide cavernícola
- Nematóide espiralado
- Meloidoginose
- Nematóide das lesões radiculares

## Pragas
Contamos entre as principais pragas que atacam as bananeiras:
- Broca-do-rizoma
- Tripes
- Lagartas desfolhadoras
- Pulgão-da-bananeira
- Ácaros de teia
- Barata-da-bananeira

## Tipos de Banana

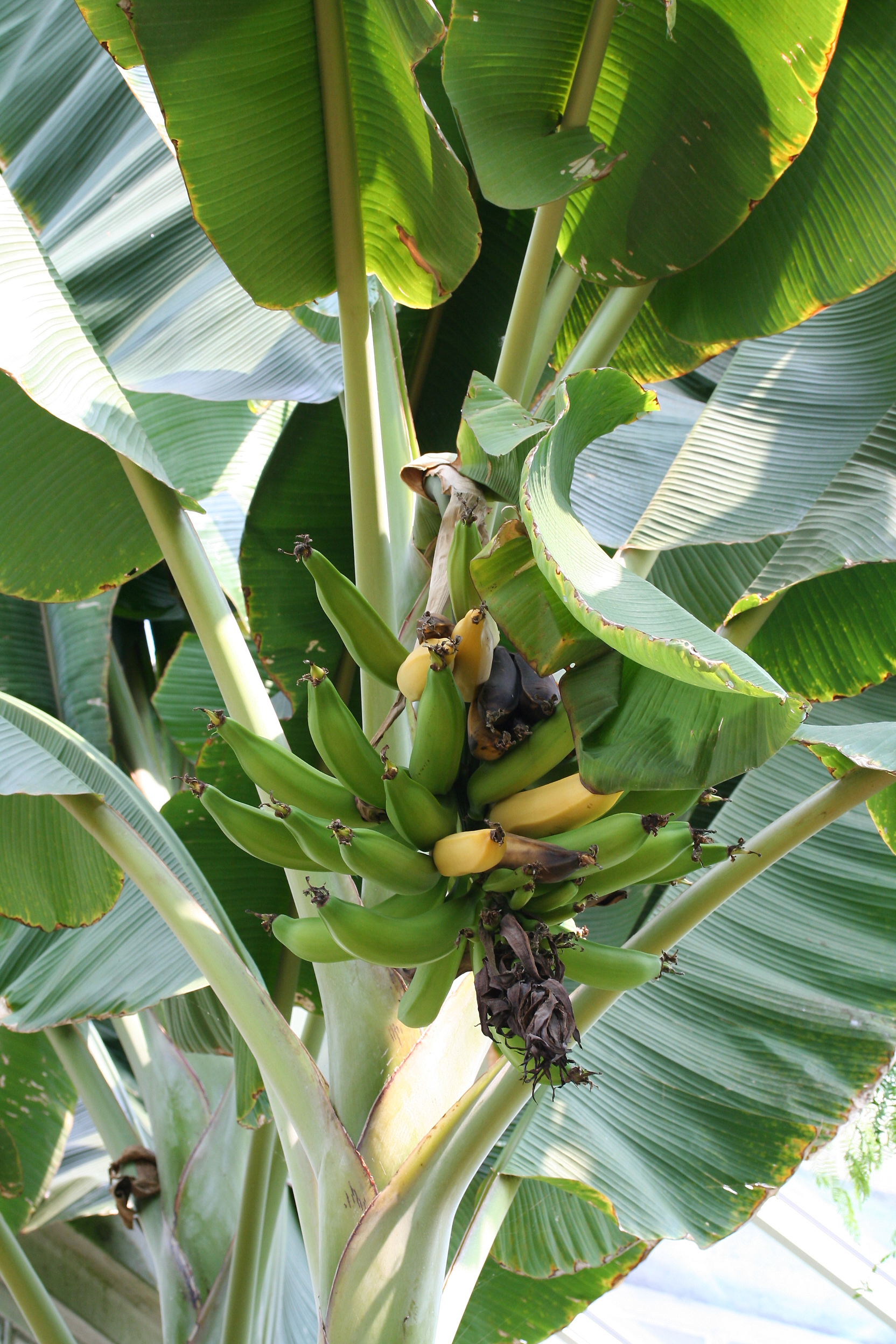
Cacho de Musa sp.

- M. alinsanaya R.V.Valmayor
- M. azizii Häkkinen
- M. barioensis Häkkinen
- M. bauensis Häkkinen & Meekiong
- M. beccarii N.W.Simmonds
- M. boman Argent
- M. borneensis Becc.
- M. bukensis Argent
- M. campestris Becc.
- M. coccinea Andrews [= M. uranoscopos Lour.]
- M. exotica R.V.Valmayor
- M. fitzalanii F.Muell. (extinta)
- M. gracilis Holttum
- M. hirta Becc.
- M. insularimontana Hayata
- M. jackeyi W.Hill
- M. johnsii Argent
- M. lawitiensis Nasution & Supard.
- M. lokok Geri & Ng
- M. lolodensis Cheesman
- M. maclayi F.Muell. ex Mikl.-Maclay
- M. monticola Argent
- M. muluensis M.Hotta
- M. paracoccinea A.Z.Liu & D.Z.Li
- M. peekelii Lauterb.
- M. salaccensis Zoll. ex Kurz
- M. textilis Née – Abacá
- M. troglodytarum L.
- M. tuberculata M.Hotta
- M. violascens Ridl.
- M. viridis R.V.Valmayor et al.
- M. voonii Häkkinen

### SeçãoIngentimusa
- M. ingens N.W.Simmonds

### SeçãoMusa(incorporaRhodochlamys)

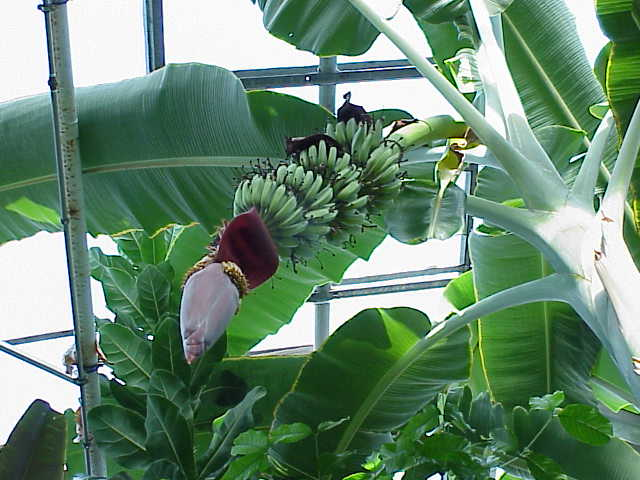
Musa acuminata com flor

- M. acuminata Colla – Bananito, Apple banana
M acuminata ssp. zebrina [= M. sumatrana] – Blood banana
- M. aurantiaca Baker
- M. balbisiana Colla
- M. banksii F.Muell.
- M. basjoo Siebold & Zucc. ex Iinuma
- M. cheesmanii N.W.Simmonds
- M. chunii Häkkinen
- M. griersonii Nolte
- M. itinerans Cheesman
- M. laterita Cheesman
- M. mannii Baker
- M. nagensium Prain
- M. ochracea K.Sheph.
- M. ornata Roxb.
- M. rosea Baker
- M. rubinea Häkkinen & C.H.Teo
- M. rubra Wall. ex Kurz
- M. sanguinea Hook.f.
- M. schizocarpa N.W.Simmonds
- M. siamensis Häkkinen & Rich.H.Wallace
- M. sikkimensis Kurz
- M. thomsonii King ex A.M.Cowan & Cowan
- M. velutina H.Wendl. & Drude – Pink banana
- M. yunnanensis Häkkinen & H.Wang
- M. zaifui Häkkinen & H.Wang

### Seção indeterminada
- M. celebica Warb. ex K.Schum.
- M. lanceolata Warb. ex K.Schum.
- M. lutea R.V.Valmayor et al.
- M. sakaiana Meekiong et al.
- M. tonkinensis R.V.Valma

## Classificação do gênero
| Sistema | Classificação                    | Referência               |
| ------- | -------------------------------- | ------------------------ |
| Linné   | Classe Polygamia, ordem Monoecia | Species plantarum (1753) |